# 2011–2012-es Hamá kormányzóságbeli összecsapások
A Hamá kormányzóságbeli összecsapások egy harcos összetűzésekből álló sorozat volt 2011 végén és 2012 elején Hamá szíriai kormányzóságban, ami a szíriai polgárháború korai lázadási szakaszának volt a része.

## 2011

### Szeptember
Mivel a kormány elnyomta a tüntetéseket, Hamá kormányzóság főügyésze szeptember 1-én lemondott a pozíciójáról. A kormány szerint elrabolták őt, és puskák kereszttüzében arra kényszerítették, hogy ezt hazudja.

### November
Az állami ellenőrzésű SANA médiaközpont november 14-én arról számolt be, hogy Hamában 14 katonát megöltek. November 17-re úgy tűnt, a tüntetések alább hagytak, és a város a kormány ellenőrzése alatt áll. Az utcákat még mindig kiégett gépkocsik tarkították, és a relatív nyugalom ellenére rengeteg helyen rendőrségi ellenőrző pontok álltak. Azonban aznap a biztonsági erők házkutatásokat tartottak, ahol dezertált katonákat kerestek, és többeket letartóztattak.

### December
Augusztus óta, december 9-én volt a legnagyobb kormányellenes tüntetés a Hamában.
December 11-én a biztonsági erők legalább hat tagja meghalt, mikor összeütközésbe keveredtek a felkelőkkel. A szíriai szervek azt állították, elfogták az egyik gyanúsított terroristát, aki egy lakóház mellett próbált meg bombát elhelyezni. Több olyan jelentés is érkezett, mely polgárok lelövéséről szólt, bár arról nem érkeztek hírek, hogy ők megsebesültek vagy meghaltak.
A kormányhű katonák a hírek szerint rálőttek egy civil járműre december 14-én, ahol öt embert megöltek. Erre válaszul a Szabad Szíriai Hadsereg rajtaütött egy négy dzsipből álló kormányközeli konvojra, ahol nyolc katonát öltek meg.
Aszad párti katonák december 14-én lerohanták a várost, hogy elfojtsák a tüntetéseket. Eközben legalább tíz lakossal végeztek. A harcok akkor törtek ki, mikor a Szabad Szíriai Hadsereg megpróbálta feltartóztatni a benyomulást, a felkelők a Hadlid-hídon pedig két páncélozott csapatszállítót használhatatlanná tettek. Aktivisták szerint a tankokból automata fegyverekkel nyitottak tüzet, a katonák pedig olyan boltokat gyújtottak fel, melyek kitartottak az ellenzék mellett.
Mikor az Arab Liga megfigyelői a városba érkeztek, a katonák hat tüntetőt lelőttek.

## 2012

### Január
2012. január 7-én kilenc polgári lakost megöltek a biztonsági erők tagjai a fegyvereikből leadott lövésekkel.
2012. január 7-én Afeef Mahmoud Suleima, a Szíriai Légierő logisztikai osztagának ezredese dezertált, és vele tartott az addig szintén Bassár el-Aszad kormányát támogató mintegy ötven csapattársa. Kilépését, élő televíziós adásban jelentette be, embereit pedig felszólította, hogy tegyenek meg mindent Hamá tüntetőinek megvédése érdekében. „A hadseregből jöttünk, és azt azért hagytuk el, mert a kormány civilekre támadott. A szíriai hadsereg nehézfegyverzettel, légi eszközökkel és tankokkal támadta meg a csoportot. Arra kérjük az Arab Liga megfigyelőit, látogassák meg a légi támadásokkal érintett részeket, így saját szemeikkel láthatják a pusztulást. Azt kérjük, küldjenek valakit, aki feltárja azt a három temetőt, ahol mintegy 460 holttest nyugszik.”
Január 25-én a szíriai hadsereg lerohanta az ellenzék kezén lévő Bab Qebli, Hamidiyeh és Malaab kerületeket, ahol eközben orvlövészek és tüzérség bevetésével legalább hét embert megöltek.
Január 28-án legalább 17 olyan holttestet találtak, akiket fejbe lőttek. Velük az aktivisták szerint a kormánypárti erők végezhettek, mikor fegyveres rajtaütést hajtottak végre a városban. A legyilkoltak közül legalább az egyikük a rendőrségtől dezertált.
2012. január végére az aktivisták szerint Hamá négy városrésze került az ellenzék kezére.

### Február
A Reuters szerint öt kormányzati katonát öltek meg „Hamá nyugtalan Qalaat al-Madyaq városi részében összecsapásokban.” Aktivisták szerint a hadsereg az FSA 10 tagját ölte meg Hamá kormányzóság Kafr Nabudah területén. A szíriai állami televízió szerint fegyveresek csaptak össze katonákkal, amiben két szíriai katona meghalt, egy pedig megsebesült.
Február 15-én Hamá központi kormányzóságában, Qalaat al-Madiq területén öt katona meghalt, kilenc megsebesült, miközben a hadseregtől dezertáltakkal csaptak össze.
2012. február 28-án ágyúval lőtték Hamá kormányzóság egyik városát, ahol 20 helybélit megöltek. Aktivisták szerint az itt meghalt 20 szunnita muzulmánnal együtt már legalább 100 ember halt meg az elmúlt két hétben az ártatlan civilek ellen a kormány által indított megtorló akcióban.

### Március
Március 27-re olyan városokat és környékeit szerezték meg a felkelők, mint amilyen a történelmi várral bíró Qalaat al-Madiq al-Madiq területén. A települést heves tüzérségi támadással 17 napig ostromolták. A hadsereg tankokkal vette be a várost. 4 polgár, 5 ellenzéki harcos és 4 katona halt meg a beszámolók szerint, de az ezen információkat közlő csoport szerint a hadsereg még nem vette be teljesen a várost.

## Következmények
Március végétől áprilisig tovább ölték Hamában a katonákat.
Áprilisban egy nagyobb robbanás volt Hamá egyik, felkelők kezén lévő területén, bár okáról és a sebesültek, halottak számáról eltérő vélemények vannak. Az állami média szerint „16 ember halt meg, miután egy robbanószerkezet elsült annak egy olyan házhoz való letétele közben, ahol robbanóanyagokat készítettek elő.” Ellenzéki aktivisták szerint 70 civilt gyilkoltak le, mikor a kormány intenzív tüzelése miatt cementkunyhók dőltek össze.
A szíriai hadsereg heves tüzérségi támadást indított Hamá külvárosai ellen. A városban azután törtek ki az összecsapások, miután ellenzékiek rátámadtak több katonai ellenőrző pontra is. Ellenzéki források szerint, miután a hadseregből négyen meghaltak, a kormány csapatai lakóövezeti házakat vettek célba, ahol 30—37 lakos halt meg.
2012. június 6-án a Hamához közeli Ubejr faluban 78 embert mészároltak le. A halottak többsége nő vagy gyermek volt, hasonlóan a korábbi homsz kormányzósági húlai mészárláshoz.
Az állami média beszámolója szerint június 30-án a szíriai hadsereg tagjai három felkelőt megöltek. Szintén az ő értesüléseik alapján megtizedelték Firas Imad al-Taa'meh csapatait.
Július 7-én az állami média azt közölte, hogy legalább két felkelőt megöltek, mikor megpróbálták megtámadni az egyik katonai őrállomást.
Július 13-án Hamá közelében Trimszét helikopterekkel, hadihajókkal és tankokkal lőtték, majd olyan milicistákat rohantak le, akik kivégzésszerűen gyilkoltak le másokat. Aktivisták szerint Aszad katonái 200 embert öltek meg, miközben az állami média a „terroristákat” okolta.
Július 29-én az állami média azt közölte, Hamá mellett egy összecsapásban legalább 5 felkelővel végeztek.
Szeptemberben és októberben a hadsereg teljesen a földdel tette egyenlővé Hamá Masha al-Arb'een kerületét.
November 5-én a Szíriai Megfigyelők és az FSA seregei azt mondták, 50 kormányzati katona meghalt, mikor az al-Nuszra Front iszlámista harcosai Hamá közelében egy ellenőrző pontot bombáztak. Ha ez igaz, akkor ez volt a háború addigi legvéresebb támadása.
December 18-án a felkelők elfoglalták a Hamá melletti Halfaya várost.